# Michovka
Michovka je vesnice, část obce Koberovy v okrese Jablonec nad Nisou. Nachází se asi 1,5 km na západ od Koberov. Je zde evidováno 57 adres. Trvale zde žije 97 obyvatel.
Michovka leží v katastrálním území Besedice o výměře 4,18 km2.

## Historie
První písemná zmínka o obci pochází z roku 1323.

## Pamětihodnosti
- Socha sv. Jana Nepomuckého